# Galerie Janus
Galerie Janus was een kunstgalerie in Antwerpen tijdens het interbellum.
Ze opende op 1 oktober 1934. De directie was in handen van de schrijver-kunstcriticus-kunsthandelaar Henri Vandeputte (1877-1952) die artistiek directeur van het Casino-Kursaal Oostende was geweest en van beeldend kunstenaar Paul Neuhuys. Henri Vandeputte was een erudiet en belezen man, die een grote invloed heeft gehad op de jonge Hugo Claus.
Adres : hoek Lange Gasthuisstraat en Oudaan in Antwerpen

## Uit het tentoonstellingspalmares
- 1934 : Léon Spilliaert
- 1934 : Gustave Van de Woestyne